# خلفية هجوم رفح
قبل هجوم رفح، شنت إسرائيل غارات جوية وهددت بغزو المدينة ضمن عملياتها خلال غزوها قطاع غزة خلال الحرب بين إسرائيل وحماس والتي بدأت بالهجوم الذي قادته حماس على إسرائيل في 7 أكتوبر 2023. أعلن عن نوايا الغزو في فبراير، ما قوبل بردود فعل عنيفة من المجتمع الدولي بسبب لجوء ما يقدر بنحو 1.4 مليون لاجئ إلى المدينة.

## الجدول الزمني
بدأت الغارات الجوية على رفح في 8 أكتوبر 2023، واستمرت طوال فترة الحرب. في 31 ديسمبر، أعلن رئيس الوزراء الإسرائيلي بنيامين نتنياهو عن نية إسرائيل الاستيلاء على ممر فيلادلفي، وهي منطقة عازلة بين غزة ومصر. في 27 يناير 2024، أبلغت إسرائيل مصر بأنها تخطط للسيطرة على الممر، وهو ما عارضته مصر بشدة. في 29 يناير، ذكرت صحيفة جيروزاليم بوست أن غزو رفح "سيستغرق وقتًا". في 30 يناير، التقى رؤساء المخابرات الإسرائيلية مع مسؤولين مصريين في القاهرة لمناقشة الهجوم على رفح.

### فبراير 2024
في 2 شباط/فبراير، أعلنت إسرائيل أنها ستبدأ بالتحرك نحو رفح، بعد إعلان "النصر" في خان يونس.
في 3 فبراير، استهدفت الهجمات الإسرائيلية شرق ووسط رفح، مما أدى إلى مقتل ما لا يقل عن 28 شخصًا، حسبما ورد. في 4 فبراير، أفادت وزارة الصحة الفلسطينية أن 92 شخصًا قتلوا في الهجمات الإسرائيلية على رفح. قُتلت فتاتان على الأقل في هجوم على روضة أطفال. وبحسب ما ورد تركزت الهجمات الإسرائيلية المكثفة شرق رفح.
في 7 فبراير، أفاد موقع أكسيوس أن وزير الدفاع الإسرائيلي يوآف غالانت صرح لوزير الخارجية الأمريكي أنتوني بلينكن أن إسرائيل ستبدأ قريبًا عمليات برية موسعة في رفح. وفي رفح، قصفت غارة جوية إسرائيلية سيارة مدنية بجوار حدث ترفيهي للأطفال النازحين، مما أدى إلى مقتل شخص واحد على الأقل، حسبما ورد. وقُتل 11 شخصاً في غارات جوية ليلاً. وبحسب ما ورد قُتل ستة من رجال الشرطة الفلسطينية أثناء قيامهم بفتح الطريق أمام شاحنة مساعدات.
وفي فبراير/شباط 2024، أعربت دول ومنظمات متعددة عن مخاوفها بشأن الهجوم.
في 8 فبراير، صرح المتحدث باسم مجلس الأمن القومي الأمريكي جون كيربي بأن "أي عملية عسكرية كبيرة في رفح في هذا الوقت..ستكون كارثة، ولن ندعمها". طلبت الولايات المتحدة من إسرائيل وضع خطة وإعطاء الأولوية لسلامة المدنيين التي زادت بسبب اللاجئين من مناطق أخرى في غزة.صرح المتحدث باسم مجلس الأمن القومي الأمريكي جون كيربي أنهم لم يلاحظوا أي علامات على هجوم إسرائيلي وشيك على غزة.
وأمر نتنياهو الجيش الإسرائيلي بالاستعداد لغزو رفح. أفادت التقارير عن حملة قصف مكثفة في غرب رفح، مما يشير إلى توسيع الغزو البري. واستشهد ما لا يقل عن 12 شخصاً في غارات جوية على جنوب رفح.
في 9 فبراير، أمر نتنياهو الجيش الإسرائيلي بالتخطيط "لإجلاء السكان" من رفح. صرح مكتب رئيس الوزراء الإسرائيلي أن القضاء على حماس يظل مستحيلاً دون تدمير كتائب حماس الأربع في رفح، وهو آخر مركز سكاني كبير في غزة لا يحتله الجيش الإسرائيلي. وأصدرت منظمة أطباء بلا حدود تحذيرًا قويًا ردًا على ذلك، قائلة: "الهجوم البري الإسرائيلي المعلن على رفح سيكون كارثيًا ويجب ألا يستمر. ويمثل إعلان اليوم تصعيدًا كبيرًا في هذه المذبحة المستمرة". أرسلت مصر 40 دبابة إلى حدود رفح. قُتل ثمانية أشخاص وأصيب ما لا يقل عن ثمانية عشر آخرين في الغارات الإسرائيلية على المباني السكنية في رفح.
في 10 فبراير، ذكرت صحيفة هآرتس والقناة 12 أن خطط إسرائيل لغزو رفح لم تنتهي منها بعد. واستشهد فلسطينيان بعد قصف إسرائيلي لسيارة للشرطة في رفح. صرح مسؤول إسرائيلي لم يذكر اسمه أنه سيتم إجلاء الفلسطينيين في رفح باتجاه الشمال. وقتل ما لا يقل عن 28 شخصا في رفح في الهجمات الإسرائيلية خلال الليل.
وحذرت مصر إسرائيل من أنها إذا غزت رفح، فسيتم تعليق معاهدة السلام المصرية الإسرائيلية. كما عززت مصر الإجراءات الأمنية على حدودها مع إسرائيل وأرسلت 40 دبابة وناقلة جنود مدرعة إلى شمال شرق سيناء. واستدعت إسرائيل جنود الاحتياط لهذه العملية. وأسفرت الغارات الجوية الإسرائيلية في رفح عن مقتل اثنين من رجال شرطة حماس وثلاثة ضباط كبار وقائد كبير في منطقة رفح.
في 11 فبراير، صرح بايدن، في مكالمة هاتفية مع بنيامين نتنياهو، أن إسرائيل يمكنها غزو رفح بدعم أمريكي عندما يكون لديهم "خطة موثوقة وقابلة للتنفيذ". صرح تيدروس أدهانوم غيبريسوس، رئيس منظمة الصحة العالمية، أن التقارير حول الغزو الإسرائيلي الوشيك كانت "مقلقة للغاية". وتشير صور الأقمار الصناعية إلى أن مصر عززت الحدود، بما في ذلك بناء سواتر ترابية ونقاط تفتيش أمنية. وأفيد عن مقتل ما لا يقل عن 40 شخصا شرق رفح. ووصف صحفي الجزيرة هاني محمود الهجمات الإسرائيلية على شرطة رفح بأنها محاولة متعمدة لإثارة الفوضى المدنية.
وشنت إسرائيل غارة ليلية على رفح وأنقذت رهينتين. ولصرف الانتباه أثناء العملية، زاد القصف، مما أسفر عن مقتل أكثر من 67 شخصًا وفقًا لوزارة الصحة في غزة. وقال أحد الناجين من القصف الإسرائيلي: "سمعنا صوت انفجارات، وكأن الجحيم يسقط على المدنيين". تزامن الحدث مع بطولة سوبر بول الثامنة عشر، بزعم تشتيت انتباه الأمريكيين.
قصفت الغارات الجوية الإسرائيلية المنطقة المحيطة بمستشفى الكويت. خلال مؤتمر صحفي مع الرئيس الأمريكي جو بايدن، صرح العاهل الأردني الملك عبد الله الثاني بأن العالم "لا يستطيع تحمل هجوم إسرائيلي على رفح". انتقد ستيفان دوجاريك خطة إسرائيل المعلنة لإجلاء الناس شمالًا، قائلاً: "لا يمكنك إعادة الناس إلى المناطق المليئة بالذخائر غير المنفجرة، ناهيك عن نقص المأوى". وصرح المدعي العام للمحكمة الجنائية الدولية كريم خان بأنه "يشعر بقلق عميق" إزاء القصف الإسرائيلي لرفح.
وقُتل أكثر من 100 شخص جراء الغارات الجوية الإسرائيلية التي استهدفت مناطق في رفح، وقصف المروحيات بالأسلحة الرشاشة على طول المناطق الحدودية. وذكر مراسل الجزيرة في الميدان أن "الطائرات الحربية غطت السماء، وألقت قنابلها بحزام ناري سحقت جثث النازحين في خيامهم". أدانت حماس هذا العمل ووصفته بأنه "مجزرة مروعة" ارتكبتها إسرائيل ضد المدنيين في رفح.
وبدأ النازحون في رفح بالفرار إلى أجزاء أخرى من قطاع غزة، بما في ذلك خان يونس والمغازي. أصيب صحفيان من قناة الجزيرة بصاروخ إسرائيلي بدون طيار أثناء توثيقهما الأوضاع المعيشية في رفح، وفقد أحدهما ساقه. واستشهد أربعة أشخاص جراء انفجار قنبلة إسرائيلية في حي البرازيل برفح.
وأفاد مكتب الأمم المتحدة لتنسيق الشؤون الإنسانية أن النازحين ما زالوا يفرون إلى دير البلح، وكذلك إلى مخيم النصيرات للاجئين. ووردت أنباء عن غارات إسرائيلية مكثفة في شرق رفح، بما في ذلك المناطق الزراعية القريبة من الحدود المصرية. وواصلت مصر بناء سياج خرساني على طول حدودها مع غزة.
وذكرت صحيفة وول ستريت جورنال ونيويورك تايمز أن مصر تقوم ببناء مخيم للاجئين جنوب رفح محاطًا بجدران خرسانية بارتفاع خمسة أمتار لإيواء أكثر من 100 ألف شخص.
خلال مؤتمر صحفي، قال الرئيس الأمريكي جو بايدن: "أتوقع، وآمل، ألا يقوم الإسرائيليون بأي غزو بري واسع النطاق لرفح في هذه الأثناء.لذا، أتوقع أن هذا لن يحدث". ذكر يوآف غالانت أن الجيش الإسرائيلي كان بصدد التخطيط للهجوم على رفح. وعندما سُئل عن خطط إسرائيل للاجئين المحتملين الفارين من غزة خلال الهجوم العسكري، قال وزير الخارجية الإسرائيلي إسرائيل كاتس: "سننسق مع مصر". ذكرت مؤسسة سيناء لحقوق الإنسان أن مصر كانت تبني سياجًا بالخيام "في حالة حدوث نزوح جماعي"، على الرغم من أن محافظ شمال سيناء محمد شوشة ذكر أن هذا غير صحيح. استشهد سبعة أشخاص وأصيب آخرون في قصف إسرائيلي لحي النصر.
قُتل ما لا يقل عن 13 شخصًا في غارتين جويتين على مدينة رفح. أدى قصف طائرة إسرائيلية إلى تدمير مبنى سكني. وقال بنيامين نتنياهو: "من يقول لنا ألا نعمل في رفح فهو يقول لنا أن نفقد أذننا". بدأت الولايات المتحدة تستعد لإرسال المزيد من الأسلحة إلى إسرائيل.
وذكر محافظ شمال سيناء أن البناء المصري على حدود رفح هو "مساحات مخصصة لشاحنات المساعدات الإنسانية ووحدات التخزين والمكاتب الإدارية وأماكن للمبيت للسائقين". وصرح المتحدث باسم الأمم المتحدة ستيفان دوجاريك أن "الظروف الإنسانية في رفح أصبحت قاسية بشكل متزايد مع استمرار التقارير عن قيام الناس بإيقاف شاحنات المساعدات لأخذ الغذاء". وذكر ديفيد م.ساترفيلد أن قتل إسرائيل لشرطة رفح لقوافل الشاحنات جعل التوزيع الآمن للمساعدات "شبه مستحيل". وحذرت منظمة "أكشن إيد" من أنه إذا واصلت إسرائيل هجومها على رفح، فإن "عمليات الإغاثة ستتوقف تمامًا، مما سيحرم مئات الآلاف من الأشخاص من شريان الحياة".
واعترف وزير الخارجية المصري بأن مصر تقوم بإعداد مناطق آمنة للاجئي غزة، في حين أكد مجددا أن تهجير الفلسطينيين إلى مصر أمر غير مقبول: "ليس في نيتنا توفير أي مناطق أو مرافق آمنة، ولكن إذا كان ذلك ضروريا فسوف نتعامل مع الإنسانية التي تعيشها مصر".مهم." صرح نتنياهو بأن الجنود البريين الإسرائيليين سيدخلون رفح، قائلًا: "من يقول لنا ألا نعمل في رفح، فهو يقول لنا أن نخسر الحرب".
وحذر عضو مجلس الوزراء الحربي الإسرائيلي بيني غانتس من أنه سيتم شن هجوم بري في رفح في 10 مارس ما لم تطلق حماس سراح جميع الرهائن بحلول ذلك الوقت.وأضاف غانتس أن إسرائيل ستعمل "بطريقة منسقة لتسهيل إجلاء المدنيين بالحوار مع شركائنا الأمريكيين والمصريين لتقليل الخسائر في صفوف المدنيين". أعرب الرئيس المصري عبد الفتاح السيسي عن "رفضه القاطع لتهجير الفلسطينيين إلى مصر بأي شكل من الأشكال".
وفي 19 فبراير/شباط، اقترحت الولايات المتحدة مشروع قرار بديل لمجلس الأمن التابع للأمم المتحدة يدعو إلى وقف مؤقت لإطلاق النار ويعارض أي هجوم بري إسرائيلي كبير في رفح، حسبما ذكرت رويترز.وينص النص "على أنه في ظل الظروف الحالية فإن أي هجوم بري كبير على رفح سيؤدي إلى مزيد من الضرر للمدنيين وتشريدهم بشكل أكبر بما في ذلك احتمال نزوحهم إلى دول مجاورة".ويقول القرار إن مثل هذه الخطوة "ستكون لها آثار خطيرة على السلام والأمن الإقليميين، وبالتالي يؤكد أن مثل هذا الهجوم البري الكبير لا ينبغي أن يستمر في ظل الظروف الحالية". حددت إسرائيل موعدًا نهائيًا للهجوم، قائلة إنه سيبدأ إذا لم يطلق سراح الرهائن بحلول شهر رمضان.
في 21 فبراير، قصفت إسرائيل مبنى سكنيًا وأصابت شخصًا واحدًا، مما دفع الصحفي طارق أبو عزوم إلى القول: "أصبحت رفح الآن مركزًا للهجمات الإسرائيلية". وأدت غارة جوية إسرائيلية على منزل محامي المركز الفلسطيني لحقوق الإنسان إلى مقتل المرأة، بالإضافة إلى سبعة من أفراد عائلتها، بما في ذلك طفلها البالغ من العمر عامين. في 22 فبراير، أدى القصف الذي وقع في رفح إلى تدمير مسجد ومقتل ما يقرب من 100 شخص. وذكر المسؤولون الإسرائيليون أنهم عازمون على تنفيذ هجوم على رفح، على الرغم من عدم وجود استراتيجية دقيقة لديهم أو معرفة المكان الذي سيتم نقل الأشخاص إليه. وفي 23 شباط/فبراير، أدى قصف إسرائيلي إلى مقتل مسعف تابع للهلال الأحمر الفلسطيني. وإبلغ عن مقتل ثمانية أشخاص آخرين في الغارات الجوية الإسرائيلية. وذكر صندوق النقد الدولي أنه يجري محادثات مع المسؤولين المصريين بشأن "حزمة دعم شاملة للغاية" قبل "الدخول المتوقع للاجئين إلى مصر من غزة".
وفي 24 فبراير، أعلن نتنياهو أنه سيعقد اجتماعًا لمجلس الوزراء الحربي في الأسبوع التالي للموافقة على عملية رفح. قُتل سبعة أشخاص في غارة جوية، وتعرف على خمسة منهم وحرق اثنين إلى درجة لا يمكن التعرف عليها. في مقابلة أجريت في 25 فبراير مع شبكة سي بي إس نيوز، صرح نتنياهو عن هجوم رفح: "إذا كان لدينا اتفاق، فسوف يتأخر إلى حد ما، لكنه سيحدث.إذا لم يكن لدينا اتفاق، فسنفعله على أي حال". وذكرت الأونروا أن "الغارات الجوية المتزايدة في رفح..زادت المخاوف من أنها ستزيد من عرقلة العمليات الإنسانية المنهكة". وأفادت الأنباء عن مقتل ثمانية أشخاص في غارات جوية على مبان سكنية وسط مدينة رفح. في 26 فبراير، صرح ستيفان دوجاريك، المتحدث باسم الأمين العام للأمم المتحدة، أن الهجوم على رفح سيكون كارثيًا على المساعدات الإنسانية والإغاثة والمدنيين و"المنطقة ككل". تزايدت الغارات الجوية الإسرائيلية على دير البلح، وذلك قبيل العملية البرية على رفح، حسبما ورد. استشهد أربعة أشخاص، بينهم طفل، في غارة جوية على منزل شمال مدينة رفح.
صرح رئيس الوزراء الإسرائيلي الأسبق إيهود أولمرت أنه ستكون هناك عواقب وخيمة إذا قامت إسرائيل بغزو رفح ودعا نتنياهو إلى وقف الحرب، قائلاً: "لقد وصل صبر المجتمع الدولي إلى نقطة لا أعتقد أنهم سيصلون إليها".تكون قادرة على استيعابها ". ووردت أنباء عن إطلاق نار مدفعي كثيف في شرق رفح، وذكرت قناة الجزيرة أنه "أصبح من الواضح بشكل متزايد الآن أن رفح ليست آمنة".

### مارس 2024
وأفيد أن غارة جوية على مخيم يبنا للاجئين في رفح أدت إلى مقتل طفل وإصابة آخرين. استشهاد شخصين في تفجير استهدف حي الشوكة بمدينة رفح. أدت غارة جوية على الخيام في رفح إلى مقتل أحد عشر شخصًا، مما دفع الأمين العام لمنظمة الصحة العالمية تيدروس أدهانوم غيبريسوس إلى القول بأن القصف كان "شائنًا ولا يوصف". وقعت الغارة بجوار مستشفى الولادة الإماراتي وأدت إلى مقتل رئيس وحدة المسعفين بالمستشفى.
استشهد 14 شخصا، بينهم ستة أطفال، في غارة جوية إسرائيلية على حي السلام شرق رفح. قُتل ما لا يقل عن 17 شخصًا في غارات جوية دمرت منزلين. استشهاد طفل بقصف إسرائيلي شرق رفح. قُتل تسعة أشخاص على الأقل في غارة جوية إسرائيلية على منزلين. قصفت إسرائيل مبنى سكنياً ودمرته، ومنحت السكان 30 دقيقة للإخلاء. ويواجه الجرحى الذين نقلوا إلى مستشفى النجار في رفح نقصًا في العلاج الطبي بسبب نقص الموظفين والإمدادات الطبية.
صرح نتنياهو أن إسرائيل كانت تخطط مسبقًا لهجومها على رفح، قائلًا: "هناك ضغط دولي وهو يتزايد، ولكن بشكل خاص عندما يرتفع الضغط الدولي، يجب علينا توحيد الصفوف، نحتاج إلى الوقوف معًا ضد محاولات وقف الحرب". صرح سفير الولايات المتحدة السابق لدى إسرائيل، مارتن إنديك، أنه "إذا شنت إسرائيل هجومًا على رفح دون توفير الحماية الكافية للسكان المدنيين النازحين، فقد يؤدي ذلك إلى حدوث أزمة غير مسبوقة في العلاقات الأمريكية الإسرائيلية، حتى فيما يتعلق بإمدادات الأسلحة". وفي إحدى المقابلات، قال الرئيس الأمريكي: "هناك خطوط حمراء إذا تجاوزها نتنياهو..فلا يمكن أن نقتل 30 ألف فلسطيني إضافي". صرح نتنياهو في مقابلة أن إسرائيل ستمضي قدماً في عملية رفح، قائلاً "سنذهب إلى هناك.لن نتركهم".
وصرح المتحدث باسم وزارة الخارجية الأمريكية قائلاً: "إننا نرى أن إسرائيل لا يمكنها أو لا ينبغي لها الدخول إلى رفح دون خطة مساعدة إنسانية ذات مصداقية ويمكن تنفيذها بالفعل". وصرح الأمين العام للأمم المتحدة أنطونيو جوتيريش أن "الهجوم الإسرائيلي التهديدي على رفح يمكن أن يدفع سكان غزة إلى دائرة أعمق من الجحيم".
استشهاد ثلاثة أشخاص في انفجار عبوة ناسفة غرب رفح. تراجعت الولايات المتحدة عن تصريحات الرئيس بأن غزو إسرائيل لرفح سيكون خطًا أحمر، حيث أشار مستشار الأمن القومي الأمريكي إلى أنه سيكون من "القلق" إذا قامت إسرائيل بغزو رفح.
وفي تقرير لصحيفة بوليتيكو، ذكر مسؤولون أمريكيون أن "كبار مسؤولي الإدارة قد أشاروا إلى إسرائيل بأنهم يمكن أن يدعموا خطة أقرب إلى عمليات مكافحة الإرهاب من الحرب الشاملة" في رفح. وصرح المتحدث باسم الجيش الإسرائيلي دانييل هاغاري أن إسرائيل خططت لدفع النازحين إلى ما أسمته "الجزر الإنسانية" في وسط غزة. وأشار يوآف جالانت إلى أن الهجوم على رفح كان وشيكًا، قائلًا: "أولئك الذين يعتقدون أننا نؤخر غزو رفح سيرون قريبًا أنه لا يوجد مكان لا يمكننا الوصول إليه". في لقاء مع رئيس الوزراء الهولندي مارك روتي، صرح نتنياهو أن غزو رفح كان "ضروريًا" لتحقيق أهداف الحرب الإسرائيلية.
قُتل شخصان في غارة جوية إسرائيلية بطائرة بدون طيار على سيارة مدنية.
وفي مقال افتتاحي، كتب أوفير فولك، كبير المستشارين السياسيين لنتنياهو، أن "القتال عالي الكثافة سينتهي بعد رفح..النصر الكامل في متناول اليد.إسرائيل ستنهي المهمة". أدى هجوم إسرائيلي على مركز توزيع مساعدات تابع للأمم المتحدة إلى مقتل أحد موظفي الأمم المتحدة وإصابة 22 آخرين. رفضت إسرائيل اقتراح حماس بوقف إطلاق النار وقالت إنها "مستعدة للعملية".
صرح الأمين العام لمنظمة الصحة العالمية تيدروس أدهانوم غيبريسوس أنه "يشعر بقلق بالغ" بشأن غزو رفح، قائلاً: "إن المزيد من تصعيد العنف في هذه المنطقة المكتظة بالسكان من شأنه أن يؤدي إلى المزيد من الوفيات والمعاناة، خاصة مع إرهاق المرافق الصحية بالفعل". ذكرت إدارة بايدن أن فشل إسرائيل في تقديم خطة لحماية المدنيين في رفح بحلول 24 مارس قد يدفع التحالف إلى "منطقة جديدة".
صرحت رئيسة المفوضية الأوروبية أورسولا فون دير لاين بأن الهجوم على رفح يجب "تجنبه بأي ثمن". صرح المتحدث باسم الرئيس المصري عبد الفتاح السيسي أن مصر لن تسمح بتهجير الفلسطينيين قسراً إلى مصر. وصرح رئيس الوزراء الألماني أولاف شولتس:"علينا أن نفعل كل شيء حتى لا يصبح الوضع أسوأ مما هو عليه بالفعل".
صرح جيمي ماكغولدريك، مسؤول الأمم المتحدة، أنه "إذا كان هناك توغل، فإن نظام المساعدات الذي لدينا، والذي هو بالفعل غير مستقر ومتقطع، سوف يتم كسره". صرح كريستوفر لوكيير، الأمين العام لمنظمة أطباء بلا حدود، أن هجوم رفح "يجب ألا يُسمح بحدوثه".
وأدانت وزارة الخارجية الفلسطينية إسرائيل بسبب "قصفها المتصاعد والتدمير المنهجي" لرفح، قائلة إنها تتجاهل التحذيرات الدولية. في مكالمة مع بيني غانتس، صرح رئيس الوزراء الكندي جاستن ترودو أن هجوم رفح سيكون له "تداعيات إنسانية خطيرة" على المدنيين. وخلال أول اتصال معروف بينهما منذ أكثر من شهر، أبلغ بايدن نتنياهو بأن لديه "مخاوف عميقة بشأن احتمال قيام إسرائيل بعملية برية كبيرة في رفح". وقتل ما لا يقل عن 14 شخصا في غارة جوية إسرائيلية.
وصرح نتنياهو أنه سيوافق قريبا على خطة إخلاء رفح، مشيرا إلى أن العملية "ستستغرق بعض الوقت". وقال أحد النازحين للصحفيين: "لا توجد مناطق آمنة. الإسرائيليون يضربون من كل اتجاه ولا يبالون بالناس.لقد شردونا من هنا إلى هناك ولا نعرف إلى أين نذهب".
وقال وزير الخارجية الأمريكي إن "العملية البرية في رفح ستكون خطأ ولا يمكننا أن نؤيدها". صرح وزير الشؤون الإستراتيجية الإسرائيلي، رون ديرمر، أن إسرائيل ستغزو رفح حتى لو تسبب ذلك في حدوث شقاق بين الولايات المتحدة وإسرائيل. وفي اتصال هاتفي، حث وزير الدفاع الأمريكي وزير الدفاع الإسرائيلي "على النظر في بدائل لعملية برية كبيرة في رفح".
صرح وزير الخارجية الأمريكي، أنتوني بلينكن، أن هجوم رفح سيكون غير ضروري و"خطأ" من جانب إسرائيل، لأنه، وفقًا لبلينكن، لن يكون ضروريًا لهزيمة حماس، وقال إن الحل الأفضل حاليًا هو وقف فوري ومستدام لإطلاق النار وإطلاق سراح الرهائن الإسرائيليين الموجودين حاليا في غزة. وقبل ذلك، أصدرت أستراليا والمملكة المتحدة بيانًا مشتركًا قالت فيه إن الهجوم سيكون له "عواقب مدمرة"، خاصة فيما يتعلق بعدد النازحين الفلسطينيين. صرح نتنياهو أن إسرائيل ستغزو رفح حتى بدون دعم الولايات المتحدة.
وحلقت طائرات بدون طيار إسرائيلية فوق رفح لجمع معلومات استخباراتية عن أهداف محتملة. استشهاد 8 أشخاص بقصف جوي إسرائيلي شرق رفح  قُتل خمسة أطفال وأصيب سبعة آخرون في غارة جوية إسرائيلية شرق رفح، فيما قصفت البحرية الإسرائيلية الجزء الغربي من المدينة.
صرحت نائبة الرئيس الأمريكي، كامالا هاريس، عندما سئلت عما إذا كانت هناك عواقب على إسرائيل إذا غزت رفح، "أنا لا أستبعد أي شيء". وأفاد هاني محمود، وهو صحفي في رفح، أن "غارات جوية متواصلة" أدت إلى مقتل ستة أشخاص من عائلة واحدة.
وذكر مسعفون في رفح أن ثلاثين شخصًا قتلوا على يد القوات الإسرائيلية خلال الـ 24 ساعة الماضية. وفي تقرير من رفح، ذكر الصحفي طارق أبو عزوم أن الغارات الجوية الإسرائيلية في اليوم الماضي "دمرت بالكامل" الأحياء السكنية. وذكر صحفيون في رفح أن غارة جوية إسرائيلية على منزل أسفرت عن مقتل 18 شخصا، من بينهم تسعة أطفال. صرح وزير الأمن القومي الإسرائيلي إيتامار بن جفير: "يجب أن ندخل رفح الآن".
وقال رئيس منظمة أطباء بلا حدود في غزة: "إذا وقع الهجوم في رفح، فإننا لا نعرف أين نضع المرضى.ولا يوجد مكان يذهب إليه المرضى". وقُتل عدة أشخاص في غارات جوية إسرائيلية ليلاً. وذكر هاني محمود، وهو صحفي في رفح، أن "هجمات واسعة النطاق" أدت إلى مقتل 24 شخصًا خلال الـ 24 ساعة الماضية. تدمير الأراضي الزراعية، واستهداف منطقة إخلاء المواصي. وفي تقرير من رفح، ذكر طارق أبو عزوم أن الغارات الجوية الإسرائيلية أظهرت "أن رفح لم تعد آمنة". ووصفت منظمة إنقاذ الطفولة الوضع في رفح بأنه "كارثي للغاية".
وأدت الغارات الجوية الإسرائيلية المستمرة على المنازل السكنية في رفح إلى مقتل 11 شخصاً "من عائلة واحدة" في إحدى الحوادث، وأربعة أشخاص، بينهم امرأة وطفل، في حادثة أخرى. وصرح نتنياهو أن إسرائيل "تستعد لدخول رفح". استشهاد 12 مواطناً في غارة جوية إسرائيلية على منزل في رفح 

### أبريل 2024
صرح معهد ليمكين لمنع الإبادة الجماعية أن الغارات الجوية الإسرائيلية على رفح "يمكن أن تكون بمثابة الطلقة الأولى للغزو البري الإسرائيلي الموعود للمدينة". وبحسب ما ورد أدى التفجير إلى مقتل ستة أشخاص من عائلة واحدة. قال رئيس الوزراء الإسرائيلي بنيامين نتنياهو، إنه حدد موعد الهجوم البري على رفح، وذلك بحسب مقطع فيديو نشره على حسابه الرسمي على تطبيق "تلغرام".وذكر أن "الدخول إلى رفح" ضروري لتحقيق "النصر الكامل على حماس".
ووفقاً لمصادر إسرائيلية، خططت إسرائيل لبدء خطواتها الأولى في هجوم بري في رفح في منتصف أبريل، لكنها أرجأت خططها مرة أخرى للنظر في الرد على الهجمات الإيرانية على إسرائيل. وقُتل سبعة أشخاص، بينهم أربعة أطفال، في غارة إسرائيلية. وأدى الهجوم إلى مقتل ما لا يقل عن أحد عشر شخصا، بينهم خمسة أطفال.
ووفقا لمسؤولي الصحة في غزة، أدت الغارات الليلية على رفح إلى مقتل 22 شخصا، من بينهم 18 طفلا.وهدد نتنياهو بزيادة الضغط العسكري على غزة. إحدى النساء التي ماتت في الغارة كانت حاملاً، لكن الأطباء تمكنوا من إنقاذ الطفل من خلال عملية قيصرية. إلا أن الطفل توفي لاحقا في المستشفى.
وأفيد أن قصفاً وقع أثناء الليل أدى إلى مقتل ثمانية أشخاص في رفح، من بينهم أطفال. وفي قصف منفصل، قُتل سبعة أشخاص على الأقل شمال شرق رفح بعد أن قصفت الطائرات الحربية منزلاً. وقُتل ما لا يقل عن 20 شخصاً في ثلاثة تفجيرات منفصلة على منازل في رفح. وقال منسق المساعدات الإنسانية بالأمم المتحدة، مارتن غريفيث، إن "عملية برية هناك تلوح في الأفق القريب".

### مايو 2024
وفي أوائل مايو/أيار، أدت غارة جوية ليلاً على منزلٍ في شمال رفح إلى مقتل سبعة أشخاص، وكان أربعة من الضحايا أطفالاً. وفي 5 مايو/أيار، ذكر مسؤولو الصحة أن تسعة أشخاص، من بينهم طفل رضيع، قتلوا في غارة جوية إسرائيلية.
اقتربت إسرائيل وحماس من التوصل إلى اتفاق لوقف إطلاق النار، لكنهما اختلفا حول مسألة إنهاء الحرب، مما أدى إلى انهيار جزئي للمفاوضات وشنّ هجوم على معبر كرم أبو سالم أدى إلى مقتل ثلاثة جنود إسرائيليين في 6 مايو. وأمرت إسرائيل بإخلاء شرق رفح في اليوم التالي وشنت غارات جوية. وقبلت حماس في وقت لاحق باتفاق أكثر اعتدالاً، بينما قالت إسرائيل إنها راجعت الاتفاق، قالت أيضا إنها ستواصل العملية. دخلت إسرائيل مشارف رفح في تلك الليلة، وبدأت هجومها رسميًا.